# Mistrovství světa v házené žen 2019
Mistrovství světa v házené žen 2019 představovalo 24. ročník ženského světového šampionátu v házené, který probíhal od 30. listopadu do 15. prosince 2019. Turnaj, na němž startovalo dvacet čtyři reprezentačních týmů ve čtyřech základních skupinách, organizovala Mezinárodní házenkářská federace.
Nizozemsko získalo svůj první titul poté, co ve finále porazilo Španělsko.

## Dějiště
Šampionát probíhal v pěti arénách japonských měst.
| Higashi-ku                                   | Higashi-ku                                   | Minami-ku                                    | Minami-ku                                     | Nishi-ku                                       | Nishi-ku                                       |
| Park Dome Kumamoto Kapacita: 10,000          | Park Dome Kumamoto Kapacita: 10,000          | Aqua Dome Kumamoto Kapacita: 6,400           | Aqua Dome Kumamoto Kapacita: 6,400            | Kumamoto Prefectural Gymnasium Kapacita: 3,400 | Kumamoto Prefectural Gymnasium Kapacita: 3,400 |
|                                              |                                              |                                              |                                               |                                                |                                                |
| Jacuširo                                     | Jacuširo                                     | Jacuširo                                     | Jamaga                                        | Jamaga                                         | Jamaga                                         |
| Yatsushiro General Gymnasium Kapacita: 2,500 | Yatsushiro General Gymnasium Kapacita: 2,500 | Yatsushiro General Gymnasium Kapacita: 2,500 | Yamaga City Overall Gymnasium Kapacita: 2,100 | Yamaga City Overall Gymnasium Kapacita: 2,100  | Yamaga City Overall Gymnasium Kapacita: 2,100  |
|                                              |                                              |                                              |                                               |                                                |                                                |

## Základní skupiny

### Skupina A
| Poř. | tým        | Z | V | R | P | VB  | OB  | +/−  | B | výsledek                 |
| ---- | ---------- | - | - | - | - | --- | --- | ---- | - | ------------------------ |
| 1.   | Nizozemsko | 5 | 4 | 0 | 1 | 178 | 134 | +44  | 8 | postup do hlavní skupiny |
| 2.   | Norsko     | 5 | 4 | 0 | 1 | 169 | 115 | +54  | 8 | postup do hlavní skupiny |
| 3.   | Srbsko     | 5 | 3 | 0 | 2 | 155 | 143 | +12  | 6 | postup do hlavní skupiny |
| 4.   | Angola     | 5 | 2 | 0 | 3 | 150 | 151 | −1   | 4 | postup do hlavní skupiny |
| 5.   | Slovinsko  | 5 | 2 | 0 | 3 | 142 | 150 | −8   | 4 | Prezidentský pohár       |
| 6.   | Kuba       | 5 | 0 | 0 | 5 | 122 | 223 | −101 | 0 | Prezidentský pohár       |

| 30. listopadu 2019 | Srbsko  | 32–25 | Angola | Aqua Dome Kumamoto, Minami-ku |
| 30. listopadu 2019 | (16–12) |       |        | Aqua Dome Kumamoto, Minami-ku |
| 30. listopadu 2019 | souhrn  |       |        | Aqua Dome Kumamoto, Minami-ku |

| 30. listopadu 2019 | Nizozemsko | 26–32 | Slovinsko | Aqua Dome Kumamoto, Minami-ku |
| 30. listopadu 2019 | (14–15)    |       |           | Aqua Dome Kumamoto, Minami-ku |
| 30. listopadu 2019 | souhrn     |       |           | Aqua Dome Kumamoto, Minami-ku |

| 30. listopadu 2019 | Norsko | 47–16 | Kuba | Aqua Dome Kumamoto, Minami-ku |
| 30. listopadu 2019 | (25–9) |       |      | Aqua Dome Kumamoto, Minami-ku |
| 30. listopadu 2019 | souhrn |       |      | Aqua Dome Kumamoto, Minami-ku |

| 2. prosince 2019 | Kuba    | 27–46 | Srbsko | Aqua Dome Kumamoto, Minami-ku |
| 2. prosince 2019 | (11–25) |       |        | Aqua Dome Kumamoto, Minami-ku |
| 2. prosince 2019 | souhrn  |       |        | Aqua Dome Kumamoto, Minami-ku |

| 2. prosince 2019 | Angola  | 28–35 | Nizozemsko | Aqua Dome Kumamoto, Minami-ku |
| 2. prosince 2019 | (12–17) |       |            | Aqua Dome Kumamoto, Minami-ku |
| 2. prosince 2019 | souhrn  |       |            | Aqua Dome Kumamoto, Minami-ku |

| 2. prosince 2019 | Slovinsko | 20–36 | Norsko | Aqua Dome Kumamoto, Minami-ku |
| 2. prosince 2019 | (12–13)   |       |        | Aqua Dome Kumamoto, Minami-ku |
| 2. prosince 2019 | souhrn    |       |        | Aqua Dome Kumamoto, Minami-ku |

| 3. prosince 2019 | Nizozemsko | 51–23 | Kuba | Aqua Dome Kumamoto, Minami-ku |
| 3. prosince 2019 | (22–11)    |       |      | Aqua Dome Kumamoto, Minami-ku |
| 3. prosince 2019 | souhrn     |       |      | Aqua Dome Kumamoto, Minami-ku |

| 3. prosince 2019 | Slovinsko | 24–33 | Angola | Aqua Dome Kumamoto, Minami-ku |
| 3. prosince 2019 | (12–16)   |       |        | Aqua Dome Kumamoto, Minami-ku |
| 3. prosince 2019 | souhrn    |       |        | Aqua Dome Kumamoto, Minami-ku |

| 3. prosince 2019 | Norsko  | 28–25 | Srbsko | Aqua Dome Kumamoto, Minami-ku |
| 3. prosince 2019 | (13–12) |       |        | Aqua Dome Kumamoto, Minami-ku |
| 3. prosince 2019 | souhrn  |       |        | Aqua Dome Kumamoto, Minami-ku |

| 5. prosince 2019 | Kuba    | 26–39 | Slovinsko | Aqua Dome Kumamoto, Minami-ku |
| 5. prosince 2019 | (15–17) |       |           | Aqua Dome Kumamoto, Minami-ku |
| 5. prosince 2019 | souhrn  |       |           | Aqua Dome Kumamoto, Minami-ku |

| 5. prosince 2019 | Srbsko  | 23–36 | Nizozemsko | Aqua Dome Kumamoto, Minami-ku |
| 5. prosince 2019 | (12–20) |       |            | Aqua Dome Kumamoto, Minami-ku |
| 5. prosince 2019 | souhrn  |       |            | Aqua Dome Kumamoto, Minami-ku |

| 5. prosince 2019 | Norsko  | 30–24 | Angola | Aqua Dome Kumamoto, Minami-ku |
| 5. prosince 2019 | (13–12) |       |        | Aqua Dome Kumamoto, Minami-ku |
| 5. prosince 2019 | souhrn  |       |        | Aqua Dome Kumamoto, Minami-ku |

| 6. prosince 2019 | Srbsko  | 29–27 | Slovinsko | Aqua Dome Kumamoto, Minami-ku |
| 6. prosince 2019 | (12–11) |       |           | Aqua Dome Kumamoto, Minami-ku |
| 6. prosince 2019 | souhrn  |       |           | Aqua Dome Kumamoto, Minami-ku |

| 6. prosince 2019 | Angola  | 40–30 | Kuba | Aqua Dome Kumamoto, Minami-ku |
| 6. prosince 2019 | (20–16) |       |      | Aqua Dome Kumamoto, Minami-ku |
| 6. prosince 2019 | souhrn  |       |      | Aqua Dome Kumamoto, Minami-ku |

| 6. prosince 2019 | Nizozemsko | 30–28 | Norsko | Aqua Dome Kumamoto, Minami-ku |
| 6. prosince 2019 | (14–18)    |       |        | Aqua Dome Kumamoto, Minami-ku |
| 6. prosince 2019 | souhrn     |       |        | Aqua Dome Kumamoto, Minami-ku |

### Skupina B
| Poř. | tým         | Z | V | R | P | VB  | OB  | +/−  | B | výsledek                 |
| ---- | ----------- | - | - | - | - | --- | --- | ---- | - | ------------------------ |
| 1.   | Jižní Korea | 5 | 3 | 2 | 0 | 149 | 124 | +25  | 8 | postup do hlavní skupiny |
| 2.   | Německo     | 5 | 3 | 1 | 1 | 142 | 111 | +31  | 7 | postup do hlavní skupiny |
| 3.   | Dánsko      | 5 | 3 | 1 | 1 | 132 | 100 | +32  | 7 | postup do hlavní skupiny |
| 4.   | Francie     | 5 | 2 | 1 | 2 | 137 | 100 | +37  | 5 | postup do hlavní skupiny |
| 5.   | Brazílie    | 5 | 1 | 1 | 3 | 119 | 115 | +4   | 3 | Prezidentský pohár       |
| 6.   | Austrálie   | 5 | 0 | 0 | 5 | 53  | 182 | −129 | 0 | Prezidentský pohár       |

| 30. listopadu 2019 | Německo | 30–24 | Brazílie | Yamaga City Overall Gymnasium, Jamaga |
| 30. listopadu 2019 | (14–11) |       |          | Yamaga City Overall Gymnasium, Jamaga |
| 30. listopadu 2019 | souhrn  |       |          | Yamaga City Overall Gymnasium, Jamaga |

| 30. listopadu 2019 | Francie | 27–29 | Jižní Korea | Yamaga City Overall Gymnasium, Jamaga |
| 30. listopadu 2019 | (13–12) |       |             | Yamaga City Overall Gymnasium, Jamaga |
| 30. listopadu 2019 | souhrn  |       |             | Yamaga City Overall Gymnasium, Jamaga |

| 30. listopadu 2019 | Dánsko    | 37–12 | Austrálie | Kumamoto Prefectural Gymnasium, Nishi-ku |
| 30. listopadu 2019 | (17–4)    |       |           | Kumamoto Prefectural Gymnasium, Nishi-ku |
| 30. listopadu 2019 | [ souhrn] |       |           | Kumamoto Prefectural Gymnasium, Nishi-ku |

| 1. prosince 2019 | Brazílie | 19–19 | Francie | Yamaga City Overall Gymnasium, Jamaga |
| 1. prosince 2019 | (7–10)   |       |         | Yamaga City Overall Gymnasium, Jamaga |
| 1. prosince 2019 | souhrn   |       |         | Yamaga City Overall Gymnasium, Jamaga |

| 1. prosince 2019 | Austrálie | 8–34 | Německo | Yamaga City Overall Gymnasium, Jamaga |
| 1. prosince 2019 | (4–16)    |      |         | Yamaga City Overall Gymnasium, Jamaga |
| 1. prosince 2019 | souhrn    |      |         | Yamaga City Overall Gymnasium, Jamaga |

| 1. prosince 2019 | Jižní Korea | 26–26 | Dánsko | Kumamoto Prefectural Gymnasium, Nishi-ku |
| 1. prosince 2019 | (13–10)     |       |        | Kumamoto Prefectural Gymnasium, Nishi-ku |
| 1. prosince 2019 | souhrn      |       |        | Kumamoto Prefectural Gymnasium, Nishi-ku |

| 3. prosince 2019 | Jižní Korea | 33–27 | Brazílie | Yamaga City Overall Gymnasium, Jamaga |
| 3. prosince 2019 | ((16–14))   |       |          | Yamaga City Overall Gymnasium, Jamaga |
| 3. prosince 2019 | souhrn      |       |          | Yamaga City Overall Gymnasium, Jamaga |

| 3. prosince 2019 | Francie | 46–7 | Austrálie | Yamaga City Overall Gymnasium, Jamaga |
| 3. prosince 2019 | (21–3)  |      |           | Yamaga City Overall Gymnasium, Jamaga |
| 3. prosince 2019 | souhrn  |      |           | Yamaga City Overall Gymnasium, Jamaga |

| 3. prosince 2019 | Dánsko  | 25–26 | Německo | Kumamoto Prefectural Gymnasium, Nishi-ku |
| 3. prosince 2019 | (11–13) |       |         | Kumamoto Prefectural Gymnasium, Nishi-ku |
| 3. prosince 2019 | souhrn  |       |         | Kumamoto Prefectural Gymnasium, Nishi-ku |

| 4. prosince 2019 | Austrálie | 17–34 | Jižní Korea | Yamaga City Overall Gymnasium, Jamaga |
| 4. prosince 2019 | (10–18)   |       |             | Yamaga City Overall Gymnasium, Jamaga |
| 4. prosince 2019 | souhrn    |       |             | Yamaga City Overall Gymnasium, Jamaga |

| 4. prosince 2019 | Německo | 25–27 | Francie | Yamaga City Overall Gymnasium, Jamaga |
| 4. prosince 2019 | (12–14) |       |         | Yamaga City Overall Gymnasium, Jamaga |
| 4. prosince 2019 | souhrn  |       |         | Yamaga City Overall Gymnasium, Jamaga |

| 4. prosince 2019 | Dánsko | 24–18 | Brazílie | Kumamoto Prefectural Gymnasium, Nishi-ku |
| 4. prosince 2019 | (11–9) |       |          | Kumamoto Prefectural Gymnasium, Nishi-ku |
| 4. prosince 2019 | souhrn |       |          | Kumamoto Prefectural Gymnasium, Nishi-ku |

| 6. prosince 2019 | Brazílie | 31–9 | Austrálie | Yamaga City Overall Gymnasium, Jamaga |
| 6. prosince 2019 | (15–5)   |      |           | Yamaga City Overall Gymnasium, Jamaga |
| 6. prosince 2019 | souhrn   |      |           | Yamaga City Overall Gymnasium, Jamaga |

| 6. prosince 2019 | Německo | 27–27 | Jižní Korea | Yamaga City Overall Gymnasium, Jamaga |
| 6. prosince 2019 | (15–14) |       |             | Yamaga City Overall Gymnasium, Jamaga |
| 6. prosince 2019 | souhrn  |       |             | Yamaga City Overall Gymnasium, Jamaga |

| 6. prosince 2019 | Francie | 18–20 | Dánsko | Kumamoto Prefectural Gymnasium, Nishi-ku |
| 6. prosince 2019 | (7–9)   |       |        | Kumamoto Prefectural Gymnasium, Nishi-ku |
| 6. prosince 2019 | souhrn  |       |        | Kumamoto Prefectural Gymnasium, Nishi-ku |

### Skupina C
| Poř. | tým        | Z | V | R | P | VB  | OB  | +/− | B  | výsledek                 |
| ---- | ---------- | - | - | - | - | --- | --- | --- | -- | ------------------------ |
| 1.   | Španělsko  | 5 | 5 | 0 | 0 | 159 | 103 | +56 | 10 | postup do hlavní skupiny |
| 2.   | Černá Hora | 5 | 4 | 0 | 1 | 137 | 123 | +14 | 8  | postup do hlavní skupiny |
| 3.   | Rumunsko   | 5 | 3 | 0 | 2 | 121 | 129 | −8  | 6  | postup do hlavní skupiny |
| 4.   | Maďarsko   | 5 | 2 | 0 | 3 | 145 | 117 | +28 | 4  | postup do hlavní skupiny |
| 5.   | Senegal    | 5 | 1 | 0 | 4 | 119 | 137 | −18 | 2  | Prezidentský pohár       |
| 6.   | Kazachstán | 5 | 0 | 0 | 5 | 92  | 164 | −72 | 0  | Prezidentský pohár       |

| 30. listotadu 2019 | Černá Hora | 29–25 | Senegal | Yatsushiro General Gymnasium, Jacuširo |
| 30. listotadu 2019 | (14–15)    |       |         | Yatsushiro General Gymnasium, Jacuširo |
| 30. listotadu 2019 | souhrn     |       |         | Yatsushiro General Gymnasium, Jacuširo |

| 30. listotadu 2019 | Rumunsko | 16–31 | Španělsko | Kumamoto Prefectural Gymnasium, Nishi-ku |
| 30. listotadu 2019 | (9–16)   |       |           | Kumamoto Prefectural Gymnasium, Nishi-ku |
| 30. listotadu 2019 | souhrn   |       |           | Kumamoto Prefectural Gymnasium, Nishi-ku |

| 30. listotadu 2019 | Maďarsko | 39–15 | Kazachstán | Yatsushiro General Gymnasium, Jacuširo |
| 30. listotadu 2019 | (22–8)   |       |            | Yatsushiro General Gymnasium, Jacuširo |
| 30. listotadu 2019 | souhrn   |       |            | Yatsushiro General Gymnasium, Jacuširo |

| 1. prosince 2019 | Kazachstán | 21–30 | Černá Hora | Yatsushiro General Gymnasium, Jacuširo |
| 1. prosince 2019 | (11–13)    |       |            | Yatsushiro General Gymnasium, Jacuširo |
| 1. prosince 2019 | souhrn     |       |            | Yatsushiro General Gymnasium, Jacuširo |

| 1. prosince 2019 | Španělsko | 29–25 | Maďarsko | Kumamoto Prefectural Gymnasium, Nishi-ku |
| 1. prosince 2019 | (18–13)   |       |          | Kumamoto Prefectural Gymnasium, Nishi-ku |
| 1. prosince 2019 | souhrn    |       |          | Kumamoto Prefectural Gymnasium, Nishi-ku |

| 1. prosince 2019 | Senegal | 24–29 | Rumunsko | Yatsushiro General Gymnasium, Jacuširo |
| 1. prosince 2019 | (12–15) |       |          | Yatsushiro General Gymnasium, Jacuširo |
| 1. prosince 2019 | souhrn  |       |          | Yatsushiro General Gymnasium, Jacuširo |

| 3. prosince 2019 | Maďarsko | 24–25 | Černá Hora | Kumamoto Prefectural Gymnasium, Nishi-ku |
| 3. prosince 2019 | (12–13)  |       |            | Kumamoto Prefectural Gymnasium, Nishi-ku |
| 3. prosince 2019 | souhrn   |       |            | Kumamoto Prefectural Gymnasium, Nishi-ku |

| 3. prosince 2019 | Španělsko | 29–20 | Senegal | Yatsushiro General Gymnasium, Jacuširo |
| 3. prosince 2019 | (14–13)   |       |         | Yatsushiro General Gymnasium, Jacuširo |
| 3. prosince 2019 | souhrn    |       |         | Yatsushiro General Gymnasium, Jacuširo |

| 3. prosince 2019 | Rumunsko | 22–20 | Kazachstán | Yatsushiro General Gymnasium, Jacuširo |
| 3. prosince 2019 | (14–11)  |       |            | Yatsushiro General Gymnasium, Jacuširo |
| 3. prosince 2019 | souhrn   |       |            | Yatsushiro General Gymnasium, Jacuširo |

| 4. prosince 2019 | Černá Hora | 27–26 | Rumunsko | Kumamoto Prefectural Gymnasium, Nishi-ku |
| 4. prosince 2019 | (11–12)    |       |          | Kumamoto Prefectural Gymnasium, Nishi-ku |
| 4. prosince 2019 | souhrn     |       |          | Kumamoto Prefectural Gymnasium, Nishi-ku |

| 4. prosince 2019 | Kazachstán | 16–43 | Španělsko | Yatsushiro General Gymnasium, Jacuširo |
| 4. prosince 2019 | (11–19)    |       |           | Yatsushiro General Gymnasium, Jacuširo |
| 4. prosince 2019 | souhrn     |       |           | Yatsushiro General Gymnasium, Jacuširo |

| 4. prosince 2019 | Maďarsko | 30–20 | Senegal | Yatsushiro General Gymnasium, Jacuširo |
| 4. prosince 2019 | (17–9)   |       |         | Yatsushiro General Gymnasium, Jacuširo |
| 4. prosince 2019 | souhrn   |       |         | Yatsushiro General Gymnasium, Jacuširo |

| 6. prosince 2019 | Senegal | 30–20 | Kazachstán | Kumamoto Prefectural Gymnasium, Nishi-ku |
| 6. prosince 2019 | (15–7)  |       |            | Kumamoto Prefectural Gymnasium, Nishi-ku |
| 6. prosince 2019 | souhrn  |       |            | Kumamoto Prefectural Gymnasium, Nishi-ku |

| 6. prosince 2019 | Černá Hora | 26–27 | Španělsko | Yatsushiro General Gymnasium, Jacuširo |
| 6. prosince 2019 | (14–14)    |       |           | Yatsushiro General Gymnasium, Jacuširo |
| 6. prosince 2019 | souhrn     |       |           | Yatsushiro General Gymnasium, Jacuširo |

| 6. prosince 2019 | Rumunsko | 28–27 | Maďarsko | Yatsushiro General Gymnasium, Jacuširo |
| 6. prosince 2019 | (10–16)  |       |          | Yatsushiro General Gymnasium, Jacuširo |
| 6. prosince 2019 | souhrn   |       |          | Yatsushiro General Gymnasium, Jacuširo |

### Skupina D
| Poř. | tým       | Z | V | R | P | VB  | OB  | +/− | B  | výsledek                 |
| ---- | --------- | - | - | - | - | --- | --- | --- | -- | ------------------------ |
| 1.   | Rusko     | 5 | 5 | 0 | 0 | 158 | 91  | +67 | 10 | postup do hlavní skupiny |
| 2.   | Švédsko   | 5 | 4 | 0 | 1 | 144 | 114 | +30 | 8  | postup do hlavní skupiny |
| 3.   | Japonsko  | 5 | 3 | 0 | 2 | 136 | 121 | +15 | 6  | postup do hlavní skupiny |
| 4.   | Argentina | 5 | 2 | 0 | 3 | 124 | 133 | −9  | 4  | postup do hlavní skupiny |
| 5.   | DR Kongo  | 5 | 1 | 0 | 4 | 86  | 137 | −51 | 2  | Prezidentský pohár       |
| 6.   | Čína      | 5 | 0 | 0 | 5 | 100 | 152 | −52 | 0  | Prezidentský pohár       |

| 30. listopadu 2019 | Japonsko | 24–20 | Argentina | Park Dome Kumamoto, Higashi-ku |
| 30. listopadu 2019 | (14–10)  |       |           | Park Dome Kumamoto, Higashi-ku |
| 30. listopadu 2019 | souhrn   |       |           | Park Dome Kumamoto, Higashi-ku |

| 30. listopadu 2019 | Rusko  | 26–11 | Čína | Park Dome Kumamoto, Higashi-ku |
| 30. listopadu 2019 | (13–6) |       |      | Park Dome Kumamoto, Higashi-ku |
| 30. listopadu 2019 | souhrn |       |      | Park Dome Kumamoto, Higashi-ku |

| 30. listopadu 2019 | Švédsko | 26–16 | DR Kongo | Park Dome Kumamoto, Higashi-ku |
| 30. listopadu 2019 | (11–8)  |       |          | Park Dome Kumamoto, Higashi-ku |
| 30. listopadu 2019 | souhrn  |       |          | Park Dome Kumamoto, Higashi-ku |

| 2. prosince 2019 | Argentina | 22–35 | Rusko | Park Dome Kumamoto, Higashi-ku |
| 2. prosince 2019 | (12–17)   |       |       | Park Dome Kumamoto, Higashi-ku |
| 2. prosince 2019 | souhrn    |       |       | Park Dome Kumamoto, Higashi-ku |

| 2. prosince 2019 | DR Kongo | 16–28 | Japonsko | Park Dome Kumamoto, Higashi-ku |
| 2. prosince 2019 | (9–17)   |       |          | Park Dome Kumamoto, Higashi-ku |
| 2. prosince 2019 | souhrn   |       |          | Park Dome Kumamoto, Higashi-ku |

| 2. prosince 2019 | Čína   | 19–32 | Švédsko | Park Dome Kumamoto, Higashi-ku |
| 2. prosince 2019 | (7–16) |       |         | Park Dome Kumamoto, Higashi-ku |
| 2. prosince 2019 | souhrn |       |         | Park Dome Kumamoto, Higashi-ku |

| 3. prosince 2019 | Rusko  | 34–13 | DR Kongo | Park Dome Kumamoto, Higashi-ku |
| 3. prosince 2019 | (19–7) |       |          | Park Dome Kumamoto, Higashi-ku |
| 3. prosince 2019 | souhrn |       |          | Park Dome Kumamoto, Higashi-ku |

| 3. prosince 2019 | Čína    | 28–34 | Argentina | Park Dome Kumamoto, Higashi-ku |
| 3. prosince 2019 | (13–18) |       |           | Park Dome Kumamoto, Higashi-ku |
| 3. prosince 2019 | souhrn  |       |           | Park Dome Kumamoto, Higashi-ku |

| 3. prosince 2019 | Švédsko | 34–26 | Japonsko | Park Dome Kumamoto, Higashi-ku |
| 3. prosince 2019 | (20–13) |       |          | Park Dome Kumamoto, Higashi-ku |
| 3. prosince 2019 | souhrn  |       |          | Park Dome Kumamoto, Higashi-ku |

| 5. prosince 2019 | DR Kongo | 25–24 | Čína | Park Dome Kumamoto, Higashi-ku |
| 5. prosince 2019 | (10–11)  |       |      | Park Dome Kumamoto, Higashi-ku |
| 5. prosince 2019 | souhrn   |       |      | Park Dome Kumamoto, Higashi-ku |

| 5. prosince 2019 | Japonsko | 23–33 | Rusko | Park Dome Kumamoto, Higashi-ku |
| 5. prosince 2019 | (16–16)  |       |       | Park Dome Kumamoto, Higashi-ku |
| 5. prosince 2019 | souhrn   |       |       | Park Dome Kumamoto, Higashi-ku |

| 5. prosince 2019 | Švédsko | 30–23 | Argentina | Park Dome Kumamoto, Higashi-ku |
| 5. prosince 2019 | (14–11) |       |           | Park Dome Kumamoto, Higashi-ku |
| 5. prosince 2019 | souhrn  |       |           | Park Dome Kumamoto, Higashi-ku |

| 6. prosince 2019 | Japonsko | 35–18 | Čína | Park Dome Kumamoto, Higashi-ku |
| 6. prosince 2019 | (17–8)   |       |      | Park Dome Kumamoto, Higashi-ku |
| 6. prosince 2019 | souhrn   |       |      | Park Dome Kumamoto, Higashi-ku |

| 6. prosince 2019 | Argentina | 25–16 | DR Kongo | Park Dome Kumamoto, Higashi-ku |
| 6. prosince 2019 | (9–13)    |       |          | Park Dome Kumamoto, Higashi-ku |
| 6. prosince 2019 | souhrn    |       |          | Park Dome Kumamoto, Higashi-ku |

| 6. prosince 2019 | Rusko   | 30–22 | Švédsko | Park Dome Kumamoto, Higashi-ku |
| 6. prosince 2019 | (16–12) |       |         | Park Dome Kumamoto, Higashi-ku |
| 6. prosince 2019 | souhrn  |       |         | Park Dome Kumamoto, Higashi-ku |

## Hlavní skupina

### Skupina 1
| Poř. | tým         | Z | V | R | P | VB  | OB  | +/− | B | výsledek             |
| ---- | ----------- | - | - | - | - | --- | --- | --- | - | -------------------- |
| 1.   | Norsko      | 5 | 4 | 0 | 1 | 146 | 128 | +18 | 8 | postup do semifinále |
| 2.   | Nizozemsko  | 5 | 3 | 0 | 2 | 153 | 136 | +17 | 6 | postup do semifinále |
| 3.   | Srbsko      | 5 | 2 | 1 | 2 | 139 | 151 | −12 | 5 |                      |
| 4.   | Německo     | 5 | 2 | 1 | 2 | 135 | 136 | −1  | 5 |                      |
| 5.   | Dánsko      | 5 | 1 | 2 | 2 | 123 | 124 | −1  | 4 |                      |
| 6.   | Jižní Korea | 5 | 0 | 2 | 3 | 144 | 165 | −21 | 2 |                      |

| 8. prosince 2019 | Srbsko  | 36–33 | Jižní Korea | Aqua Dome Kumamoto, Minami-ku |
| 8. prosince 2019 | (21–16) |       |             | Aqua Dome Kumamoto, Minami-ku |
| 8. prosince 2019 | souhrn  |       |             | Aqua Dome Kumamoto, Minami-ku |

| 8. prosince 2019 | Nizozemsko | 23–25 | Německo | Aqua Dome Kumamoto, Minami-ku |
| 8. prosince 2019 | (12–11)    |       |         | Aqua Dome Kumamoto, Minami-ku |
| 8. prosince 2019 | souhrn     |       |         | Aqua Dome Kumamoto, Minami-ku |

| 8. prosince 2019 | Norsko | 22–19 | Dánsko | Aqua Dome Kumamoto, Minami-ku |
| 8. prosince 2019 | (12–9) |       |        | Aqua Dome Kumamoto, Minami-ku |
| 8. prosince 2019 | souhrn |       |        | Aqua Dome Kumamoto, Minami-ku |

| 9. prosince 2019 | Německo | 28–29 | Srbsko | Aqua Dome Kumamoto, Minami-ku |
| 9. prosince 2019 | (17–19) |       |        | Aqua Dome Kumamoto, Minami-ku |
| 9. prosince 2019 | souhrn  |       |        | Aqua Dome Kumamoto, Minami-ku |

| 9. prosince 2019 | Dánsko | 27–24 | Nizozemsko | Aqua Dome Kumamoto, Minami-ku |
| 9. prosince 2019 | (14–9) |       |            | Aqua Dome Kumamoto, Minami-ku |
| 9. prosince 2019 | souhrn |       |            | Aqua Dome Kumamoto, Minami-ku |

| 9. prosince 2019 | Jižní Korea | 25–36 | Norsko | Aqua Dome Kumamoto, Minami-ku |
| 9. prosince 2019 | (10–20)     |       |        | Aqua Dome Kumamoto, Minami-ku |
| 9. prosince 2019 | souhrn      |       |        | Aqua Dome Kumamoto, Minami-ku |

| 11. prosince 2019 | Nizozemsko | 40–33 | Jižní Korea | Aqua Dome Kumamoto, Minami-ku |
| 11. prosince 2019 | (23–16)    |       |             | Aqua Dome Kumamoto, Minami-ku |
| 11. prosince 2019 | souhrn     |       |             | Aqua Dome Kumamoto, Minami-ku |

| 11. prosince 2019 | Srbsko  | 26–26 | Dánsko | Aqua Dome Kumamoto, Minami-ku |
| 11. prosince 2019 | (14–11) |       |        | Aqua Dome Kumamoto, Minami-ku |
| 11. prosince 2019 | souhrn  |       |        | Aqua Dome Kumamoto, Minami-ku |

| 11. prosince 2019 | Norsko  | 32–29 | Německo | Aqua Dome Kumamoto, Minami-ku |
| 11. prosince 2019 | (17–16) |       |         | Aqua Dome Kumamoto, Minami-ku |
| 11. prosince 2019 | souhrn  |       |         | Aqua Dome Kumamoto, Minami-ku |

### Skupina 2
| Poř. | tým        | Z | V | R | P | VB  | OB  | +/− | B  | výsledek             |
| ---- | ---------- | - | - | - | - | --- | --- | --- | -- | -------------------- |
| 1.   | Rusko      | 5 | 5 | 0 | 0 | 161 | 117 | +44 | 10 | postup do semifinále |
| 2.   | Španělsko  | 5 | 3 | 1 | 1 | 145 | 137 | +8  | 7  | postup do semifinále |
| 3.   | Černá Hora | 5 | 3 | 0 | 2 | 137 | 137 | 0   | 6  |                      |
| 4.   | Švédsko    | 5 | 2 | 1 | 2 | 141 | 132 | +9  | 5  |                      |
| 5.   | Japonsko   | 5 | 1 | 0 | 4 | 143 | 150 | −7  | 2  |                      |
| 6.   | Rumunsko   | 5 | 0 | 0 | 5 | 102 | 156 | −54 | 0  |                      |

| 8. prosince 2019 | Rumunsko | 18–27 | Rusko | Park Dome Kumamoto, Higashi-ku |
| 8. prosince 2019 | (10–10)  |       |       | Park Dome Kumamoto, Higashi-ku |
| 8. prosince 2019 | souhrn   |       |       | Park Dome Kumamoto, Higashi-ku |

| 8. prosince 2019 | Černá Hora | 30–26 | Japonsko | Park Dome Kumamoto, Higashi-ku |
| 8. prosince 2019 | (14–11)    |       |          | Park Dome Kumamoto, Higashi-ku |
| 8. prosince 2019 | souhrn     |       |          | Park Dome Kumamoto, Higashi-ku |

| 8. prosince 2019 | Španělsko | 28–28 | Švédsko | Park Dome Kumamoto, Higashi-ku |
| 8. prosince 2019 | (14–8)    |       |         | Park Dome Kumamoto, Higashi-ku |
| 8. prosince 2019 | souhrn    |       |         | Park Dome Kumamoto, Higashi-ku |

| 10. prosince 2019 | Rusko   | 35–28 | Černá Hora | Park Dome Kumamoto, Higashi-ku |
| 10. prosince 2019 | (17–16) |       |            | Park Dome Kumamoto, Higashi-ku |
| 10. prosince 2019 | souhrn  |       |            | Park Dome Kumamoto, Higashi-ku |

| 10. prosince 2019 | Japonsko | 31–33 | Španělsko | Park Dome Kumamoto, Higashi-ku |
| 10. prosince 2019 | (13–17)  |       |           | Park Dome Kumamoto, Higashi-ku |
| 10. prosince 2019 | souhrn   |       |           | Park Dome Kumamoto, Higashi-ku |

| 10. prosince 2019 | Švédsko | 34–22 | Rumunsko | Park Dome Kumamoto, Higashi-ku |
| 10. prosince 2019 | (14–9)  |       |          | Park Dome Kumamoto, Higashi-ku |
| 10. prosince 2019 | souhrn  |       |          | Park Dome Kumamoto, Higashi-ku |

| 11. prosince 2019 | Španělsko | 26–36 | Rusko | Park Dome Kumamoto, Higashi-ku |
| 11. prosince 2019 | (12–16)   |       |       | Park Dome Kumamoto, Higashi-ku |
| 11. prosince 2019 | souhrn    |       |       | Park Dome Kumamoto, Higashi-ku |

| 11. prosince 2019 | Rumunsko | 20–37 | Japonsko | Park Dome Kumamoto, Higashi-ku |
| 11. prosince 2019 | (8–18)   |       |          | Park Dome Kumamoto, Higashi-ku |
| 11. prosince 2019 | souhrn   |       |          | Park Dome Kumamoto, Higashi-ku |

| 11. prosince 2019 | Černá Hora | 26–23 | Švédsko | Park Dome Kumamoto, Higashi-ku |
| 11. prosince 2019 | (12–12)    |       |         | Park Dome Kumamoto, Higashi-ku |
| 11. prosince 2019 | souhrn     |       |         | Park Dome Kumamoto, Higashi-ku |

## Prezidentský pohár

### O 21.–24. místo semifinále
| 8. prosince 2019 | Kuba    | 45–25 | Argentina | Kumamoto Prefectural Gymnasium, Nishi-ku |
| 8. prosince 2019 | (25–16) |       |           | Kumamoto Prefectural Gymnasium, Nishi-ku |
| 8. prosince 2019 | souhrn  |       |           | Kumamoto Prefectural Gymnasium, Nishi-ku |

| 8. prosince 2019 | Kazachstán | 29–23 | Čína | Kumamoto Prefectural Gymnasium, Nishi-ku |
| 8. prosince 2019 | (16–15)    |       |      | Kumamoto Prefectural Gymnasium, Nishi-ku |
| 8. prosince 2019 | souhrn     |       |      | Kumamoto Prefectural Gymnasium, Nishi-ku |

### Zápas o 23. místo
| 9. prosince 2019 | Austrálie | 15–33 | Čína | Park Dome Kumamoto, Higashi-ku |
| 9. prosince 2019 | (7–17)    |       |      | Park Dome Kumamoto, Higashi-ku |
| 9. prosince 2019 | souhrn    |       |      | Park Dome Kumamoto, Higashi-ku |

### Zápas o 21. místo
| 9. prosince 2019 | Kuba    | 33–31 | Kazachstán | Park Dome Kumamoto, Higashi-ku |
| 9. prosince 2019 | (15–14) |       |            | Park Dome Kumamoto, Higashi-ku |
| 9. prosince 2019 | souhrn  |       |            | Park Dome Kumamoto, Higashi-ku |

### O 17.–20. místo semifinále
| 8. prosince 2019 | Slovinsko | 19–32 | Brazílie | Kumamoto Prefectural Gymnasium, Nishi-ku |
| 8. prosince 2019 | (9–18)    |       |          | Kumamoto Prefectural Gymnasium, Nishi-ku |
| 8. prosince 2019 | souhrn    |       |          | Kumamoto Prefectural Gymnasium, Nishi-ku |

| 8. prosince 2019 | Senegal | 28–23 | DR Kongo | Kumamoto Prefectural Gymnasium, Nishi-ku |
| 8. prosince 2019 | (16–9)  |       |          | Kumamoto Prefectural Gymnasium, Nishi-ku |
| 8. prosince 2019 | souhrn  |       |          | Kumamoto Prefectural Gymnasium, Nishi-ku |

### Zápas o 19. místo
| 9. prosince 2019 | Slovinsko | 29–27 | DR Kongo | Kumamoto Prefectural Gymnasium, Nishi-ku |
| 9. prosince 2019 | (14–13)   |       |          | Kumamoto Prefectural Gymnasium, Nishi-ku |
| 9. prosince 2019 | souhrn    |       |          | Kumamoto Prefectural Gymnasium, Nishi-ku |

### Zápas o 17. místo
| 9. prosince 2019 | Brazílie | 22–18 | Senegal | Kumamoto Prefectural Gymnasium, Nishi-ku |
| 9. prosince 2019 | (13–9)   |       |         | Kumamoto Prefectural Gymnasium, Nishi-ku |
| 9. prosince 2019 | souhrn   |       |         | Kumamoto Prefectural Gymnasium, Nishi-ku |

### O 13.–16. místo semifinále
| 8. prosince 2019 | Angola | 17–28 | Francie | Aqua Dome Kumamoto, Minami-ku |
| 8. prosince 2019 | (9–9)  |       |         | Aqua Dome Kumamoto, Minami-ku |
| 8. prosince 2019 | souhrn |       |         | Aqua Dome Kumamoto, Minami-ku |

| 8. prosince 2019 | Maďarsko | 34–26 | Argentina | Park Dome Kumamoto, Higashi-ku |
| 8. prosince 2019 | (19–12)  |       |           | Park Dome Kumamoto, Higashi-ku |
| 8. prosince 2019 | souhrn   |       |           | Park Dome Kumamoto, Higashi-ku |

### Zápas o 15. místo
| 9. prosince 2019 | Argentina | 27–30 | Angola | Park Dome Kumamoto, Higashi-ku |
| 9. prosince 2019 | (17–13)   |       |        | Park Dome Kumamoto, Higashi-ku |
| 9. prosince 2019 | souhrn    |       |        | Park Dome Kumamoto, Higashi-ku |

### Zápas o 13. místo
| 9. prosince 2019 | Maďarsko | 21–26 | Francie | Park Dome Kumamoto, Higashi-ku |
| 9. prosince 2019 | (12–12)  |       |         | Park Dome Kumamoto, Higashi-ku |
| 9. prosince 2019 | souhrn   |       |         | Park Dome Kumamoto, Higashi-ku |

## Vyřazovací fáze

### Semifinále
| 13. prosince 2019 | Rusko   | 32–33 | Nizozemsko | Park Dome Kumamoto, Higashi-ku |
| 13. prosince 2019 | (16–16) |       |            | Park Dome Kumamoto, Higashi-ku |
| 13. prosince 2019 | souhrn  |       |            | Park Dome Kumamoto, Higashi-ku |

| 13. prosince 2019 | Norsko  | 22–28 | Španělsko | Park Dome Kumamoto, Higashi-ku |
| 13. prosince 2019 | (13–13) |       |           | Park Dome Kumamoto, Higashi-ku |
| 13. prosince 2019 | souhrn  |       |           | Park Dome Kumamoto, Higashi-ku |

### Zápas o 7. místo
| 13. prosince 2019 | Německo | 24–35 | Švédsko | Park Dome Kumamoto, Higashi-ku |
| 13. prosince 2019 | (13–18) |       |         | Park Dome Kumamoto, Higashi-ku |
| 13. prosince 2019 | souhrn  |       |         | Park Dome Kumamoto, Higashi-ku |

### Zápas o 5. místo
| 13. prosince 2019 | Srbsko  | 26–28 | Černá Hora | Park Dome Kumamoto, Higashi-ku |
| 13. prosince 2019 | (12–13) |       |            | Park Dome Kumamoto, Higashi-ku |
| 13. prosince 2019 | souhrn  |       |            | Park Dome Kumamoto, Higashi-ku |

### Zápas o bronz
| 15. prosince 2019 | Norsko  | 28–33 | Rusko | Park Dome Kumamoto, Higashi-ku |
| 15. prosince 2019 | (15–18) |       |       | Park Dome Kumamoto, Higashi-ku |
| 15. prosince 2019 | souhrn  |       |       | Park Dome Kumamoto, Higashi-ku |

### Finále
| 15. prosince 2019 | Španělsko | 29–30 | Nizozemsko | Park Dome Kumamoto, Higashi-ku |
| 15. prosince 2019 | (13–16)   |       |            | Park Dome Kumamoto, Higashi-ku |
| 15. prosince 2019 | souhrn    |       |            | Park Dome Kumamoto, Higashi-ku |

## Konečné pořadí
| Poř.             | tým         |
| ---------------- | ----------- |
| Zlatá medaile    | Nizozemsko  |
| Stříbrná medaile | Španělsko   |
| Bronzová medaile | Rusko       |
| 4.               | Norsko      |
| 5.               | Černá Hora  |
| 6.               | Srbsko      |
| 7.               | Švédsko     |
| 8.               | Německo     |
| 9.               | Dánsko      |
| 10.              | Japonsko    |
| 11.              | Jižní Korea |
| 12.              | Rumunsko    |
| 13.              | Francie     |
| 14.              | Maďarsko    |
| 15.              | Angola      |
| 16.              | Argentina   |
| 17.              | Brazílie    |
| 18.              | Senegal     |
| 19.              | Slovinsko   |
| 20.              | DR Kongo    |
| 21.              | Kuba        |
| 22.              | Kazachstán  |
| 23.              | Čína        |
| 24.              | Austrálie   |